# Istituto nazionale di fisica nucleare
L’Istituto nazionale di fisica nucleare, in sigla INFN, è l'istituto di ricerca italiano che promuove, coordina ed effettua la ricerca scientifica nel campo della fisica nucleare, subnucleare e astroparticellare e delle interazioni fondamentali, nonché lo sviluppo tecnologico necessario alle attività in tali settori.
Svolge la sua attività mediante quattro laboratori nazionali, venti sezioni universitarie, nove gruppi collegati e tre centri nazionali operando in stretta connessione con numerosi altri istituti nell'ambito della collaborazione e del confronto internazionale.

## Storia
L'INFN venne costituito, con decreto del presidente del Consiglio Nazionale delle Ricerche, l'8 agosto 1951, da gruppi delle Università di Roma, Padova, Torino e Milano al fine di proseguire e sviluppare la tradizione scientifica iniziata negli anni trenta con le ricerche teoriche e sperimentali di fisica nucleare di Enrico Fermi e della sua scuola.
Nella seconda metà degli anni Cinquanta, l'INFN progettò e costruì il primo acceleratore italiano di elettroni, l'elettrosincrotrone realizzato a Frascati, dove nacque anche il primo laboratorio nazionale dell'Istituto, operativo dal 1954. Nello stesso periodo iniziò la partecipazione dell'INFN alle attività di ricerca del CERN (Conseil européen pour la recherche nucléaire) di Ginevra, per la costruzione e l'utilizzo di macchine acceleratrici sempre più potenti. Nel 1967, l'INFN è stato riordinato e istituzionalizzato con decreto ministeriale.
Nel corso degli anni, ai laboratori di Frascati, si sono aggiunti i laboratori nazionali di Legnaro (1960), i laboratori nazionali del Sud di Catania (1976) e i laboratori nazionali del Gran Sasso (1985). Nel 2012, inoltre, l'INFN è stato soggetto attivatore della nascita della prima scuola superiore di studi universitari associata all'Istituto, il Gran Sasso Science Institute (GSSI) dell'Aquila, operante dal 2013 e poi reso autonomo dal 2016.

## Descrizione

### Attività
L'attività dell'Istituto si svolge su cinque linee di ricerca, ciascuna avente una propria commissione scientifica: la fisica delle particelle, la fisica delle astroparticelle, la fisica nucleare, la fisica teorica, e la ricerca scientifica tecnologica interdisciplinare. L'attività viene poi sottoposta ad una valutazione interna — effettuata dal Gruppo di lavoro sulla Valutazione (GLV), istituito nel 2000 e a sua volta composto da cinque sottogruppi, per ciascuna linea di ricerca — e una valutazione esterna — effettuata dal Comitato di Valutazione Internazionale (CVI), istituito nel 1997 e composto da sette esperti di diversi paesi — che insieme contribuiscono alla stesura di rapporti annuali e del piano triennale, da sottoporre al Ministero dell'istruzione, dell'università e della ricerca.

### Struttura
L'attività dell'INFN si basa principalmente su due tipi di strutture, le sezioni e i laboratori nazionali, dislocati su tutto il territorio nazionale. Parte considerevole dell'attività di ricerca si svolge inoltre all'estero, in centri di ricerca internazionali, e principalmente presso il CERN di Ginevra, il DESY di Amburgo, il Fermilab di Batavia e il laboratorio Fermi dell'Argonne National Laboratory di Chicago.

#### Laboratori nazionali

Vista aerea dei laboratori nazionali di Frascati.

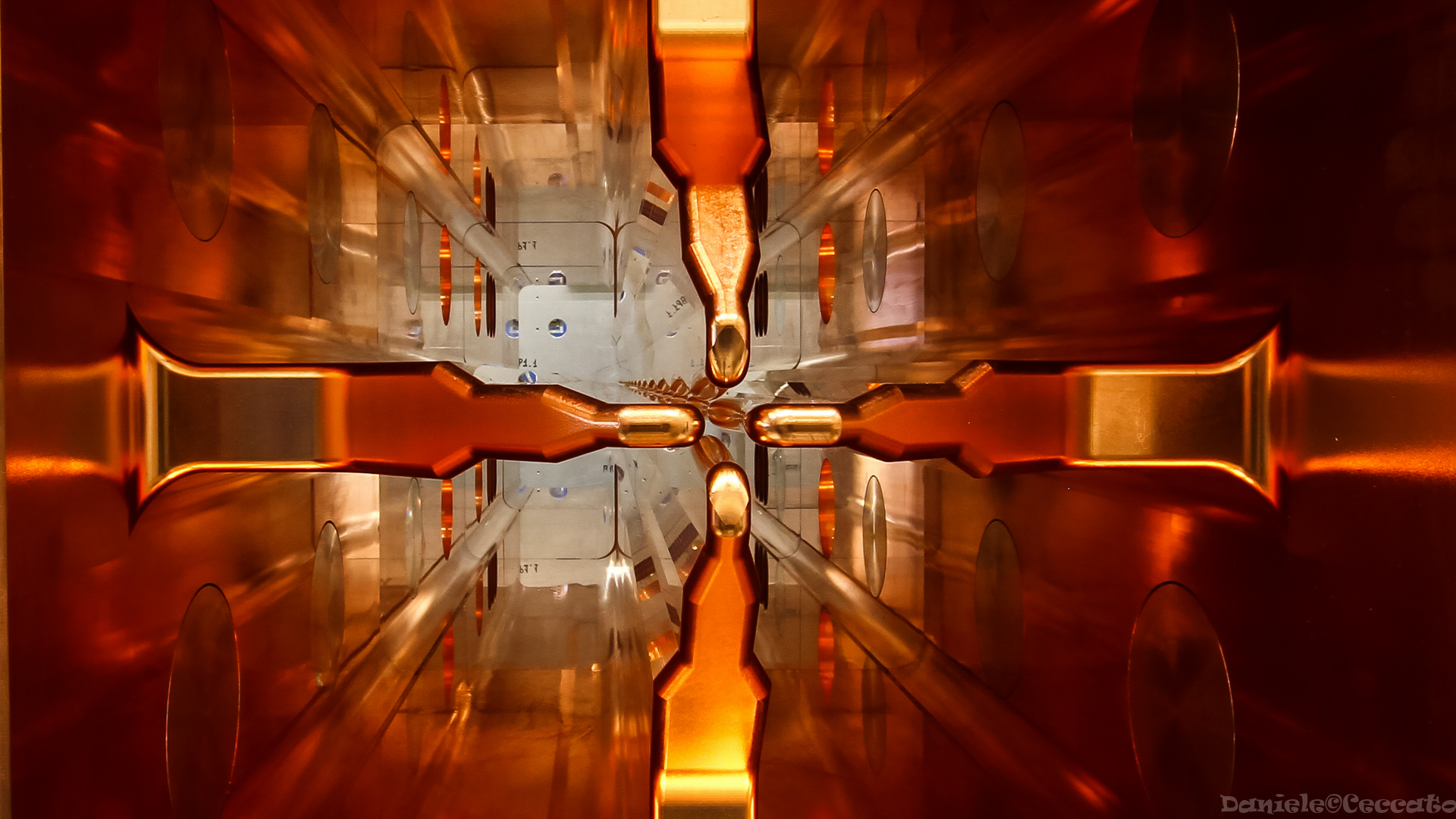
Cavità risonante nei laboratori nazionali di Legnaro.

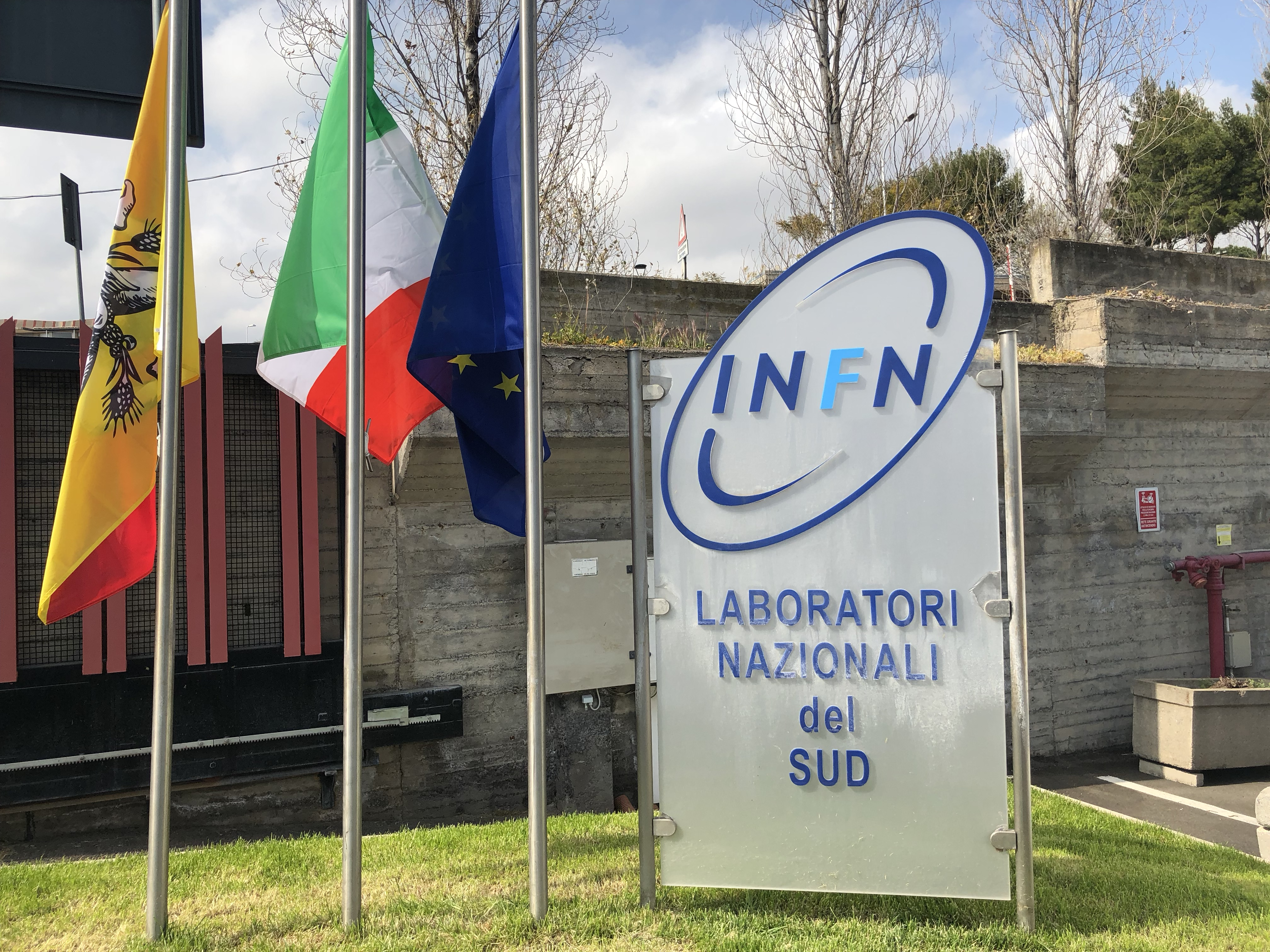
I laboratori nazionali del Sud.

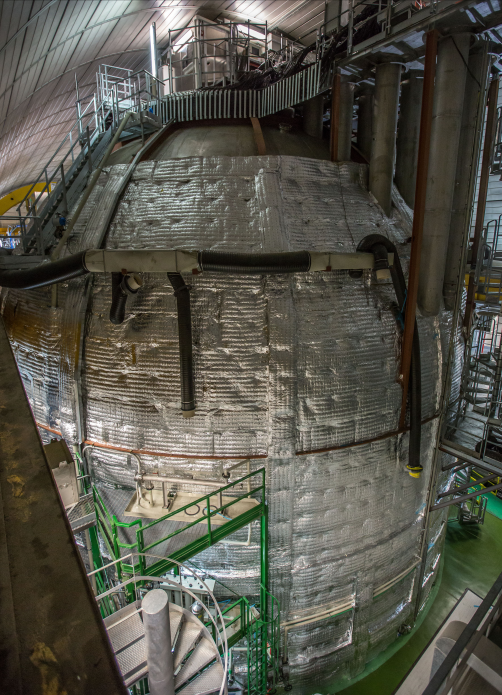
Il rilevatore per neutrini Borexino nei laboratori nazionali del Gran Sasso.

Le principali strutture di supporto all'attività di ricerca dell'Istituto sono i quattro laboratori nazionali:
- i laboratori nazionali di Frascati (LNF) con sede a Frascati (RM), istituiti nel 1954 e attivi dal 1957;
- i laboratori nazionali di Legnaro (LNL) con sede a Legnaro (PD), istituiti nel 1960 e attivi dallo stesso anno;
- i laboratori nazionali del Sud (LNS) con sede a Catania, istituiti nel 1976 e attivi dallo stesso anno;
- i laboratori nazionali del Gran Sasso (LNGS) con sede all'Aquila, istituiti nel 1985 e attivi dal 1987.

I laboratori nazionali di Frascati, i primi ad essere realizzati nonché i più grandi tra i laboratori dell'INFN, ospitano il collisore elettroni-positroni DAΦNE (Double Annular Φfactory for Nice Experiments) che, fino all'accensione dell'LHC, è stato l'unico acceleratore del suo genere ad essere attivo in Europa. I laboratori nazionali del Gran Sasso dispongono di strutture sotterranee realizzate sotto il massiccio del Gran Sasso d'Italia e permettono quindi di operare in una condizione di «silenzio cosmico», ossia in assenza di raggi cosmici; sono considerati i centri di ricerca sotterranei più importanti al mondo.

#### Sezioni
Le venti sezioni e i sei gruppi collegati hanno sede in dipartimenti universitari e realizzano il collegamento diretto tra l'Istituto e l'università.
Le sezioni sono le seguenti: Bari, Bologna, Cagliari, Catania, Ferrara, Firenze, Genova, Lecce, Milano, Milano Bicocca, Napoli, Padova, Pavia, Perugia, Pisa, Roma, Roma Tor Vergata, Roma Tre, Torino, Trieste. I gruppi collegati sono i seguenti: Cosenza (collegato con i laboratori nazionali di Frascati), L'Aquila GSSI (collegato con i laboratori nazionali del Gran Sasso), Parma (collegato con la sezione di Milano Bicocca), Salerno (collegato con la sezione di Napoli), Siena (collegato con la sezione di Pisa) e Udine (collegato con la sezione di Trieste).
A disposizione dei gruppi universitari vi sono due laboratori di sezione, vale a dire il laboratorio di tecniche nucleari applicate ai beni culturali (LABEC) di Firenze e il laboratorio di acceleratori e superconduttività applicata (LASA) di Milano.

#### Centri nazionali
Concludono la struttura dell'INFN i tre centri nazionali:
- il centro nazionale analisi fotogrammi (CNAF) con sede a Bologna è il centro di calcolo per le tecnologie informatiche e telematiche;
- il Galileo Galilei Institute (GGI) con sede a Firenze è il centro nazionali di studi avanzato;
- il Trento Institute for Fundamental Physics and Applications (TIFPA) con sede a Povo (una delle frazioni di Trento) è il centro che collega fisica fondamentale e tecnologie, in collaborazione con gli istituti locali, con specializzazione in attività spazio e fisica medica.

### Organizzazione
L'Istituto nazionale di fisica nucleare ha sede in Roma presso il cinquecentesco Palazzo Lante, in piazza dei Caprettari. L'organizzazione dell'Istituto si propone di rappresentare un efficace equilibrio fra gestione centralizzata e decentralizzata ed è frutto di consuetudini consolidate negli anni.
L'organo decisionale dell'Istituto è il consiglio direttivo, costituito dal presidente e dalla giunta esecutiva, dai quattro direttori dei laboratori nazionali e 20 direttori delle sezioni, da rappresentanti del Ministero dell'istruzione, dell'università e della ricerca, del Ministero dello sviluppo economico, del Consiglio nazionale delle ricerche (CNR) e dell'Agenzia nazionale per le nuove tecnologie, l'energia e lo sviluppo economico sostenibile (ENEA). L'attuazione delle decisioni del consiglio compete, secondo i casi, al presidente, alla giunta, ai direttori di laboratorio o di sezione per l'organizzazione delle attività a livello locale, il tutto con l'ausilio dei dirigenti dell'amministrazione centrale.
Il personale dell'INFN conta 1 812 dipendenti propri, cui si aggiungono circa 4 000 collaboratori, universitari e non, coinvolti nelle attività dell'Istituto e circa 1 300 giovani tra laureandi, borsisti e dottorandi. L'INFN si è dotato di una Commissione nazionale per la formazione esterna e il trasferimento tecnologico (CTT), di una Commissione calcolo e reti (CCR), nonché di un Comitato per le pari opportunità (CPO).

## Presidenti
- 1954-1959 Gilberto Bernardini
- 1960-1965 Edoardo Amaldi
- 1966-1970 Giorgio Salvini
- 1970-1975 Claudio Villi
- 1976-1977 	Alberto Gigli Berzolari
- 1977-1983 Antonino Zichichi
- 1983-1992 Nicola Cabibbo
- 1993-1998 Luciano Maiani
- 1998-2004 	Enzo Iarocci
- 2004-2011 	Roberto Petronzio
- 2011-2019  Fernando Ferroni
- 2019-          Antonio Zoccoli